# Державний лад Папуа Нової Гвінеї
Папуа Нова Гвінея — незалежна держава, парламентська демократія, член Співдружності націй та Королівство Співдружності.

## Виконавча влада
Глава держави — король Великої Британії (нині — король Чарльз ІІІ), якого представляє призначений королем генерал-губернатор, який призначається на 6 років за поданням уряду.
Генерал-губернатор може використовувати майже будь-яку владу («reserve power»), яку має король. Генерал-губернатором зазвичай стає особа з бездоганним послужним списком: політик, суддя або військовий; іноді це постаті з області спорту, науки, культури, священнослужителі або філантропи.
Виконавча влада належить уряду — кабінету міністрів. На чолі його стоїть Прем'єр-міністр. На цю посаду зазвичай призначається після виборів лідера партії або коаліції.
Виконавча влада здійснюється урядом на чолі з прем'єр-міністром.

## Законодавча влада
Законодавча влада належить парламенту в складі 109 депутатів, які обираються на 5 років: 89 депутатів обираються загальними прямими виборами шляхом таємного голосування у загальнонаціональному окрузі, 20 депутатів обираються від адміністративно-територіальних одиниць.

## Судова влада
Судова влада належить Верховному суду, голова якого призначається генерал-губернатором за поданням Національної виконавчої ради після попередніх консультацій з міністром юстиції. Інші члени суду призначаються юридичними і законодавчими службовими комісіями. Правова система країни базується на загальному англійському праві.